# 菊地寿幸
菊地 寿幸（きくち としゆき、7月31日 - ）は、日本の俳優、スーツアクター。以前はレッド・エンタテインメント・デリヴァーに所属していた。

## 出演

### テレビドラマ
- スケバン刑事（1985年、フジテレビ） - 雷山衆・虎神
- 少女コマンドーIZUMI（1987年 - 1988年、フジテレビ）
- 夜に頬よせ（1988年、フジテレビ）
- 湯けむり仲居純情日記3（1994年、TBS）

### 特撮テレビドラマ
- 仮面ライダーシリーズ（毎日放送）
  - 仮面ライダーBLACK（1987年 - 1988年） - ゴルゴム怪人、クモ怪人[1]、シャドームーン[2]
  - 仮面ライダーBLACK RX（1988年 - 1989年） - ロボライダー[3]、仮面ライダーBLACK RX（代役）[3]、ジャークミドラ[4]
- スーパー戦隊シリーズ（テレビ朝日）
  - 超新星フラッシュマン（1986年 - 1987年） - 妖獣士ワンダーラ[5]
  - 光戦隊マスクマン（1987年 - 1988年） - 地底獣、アングラー兵
  - 超獣戦隊ライブマン（1988年 - 1989年） - 頭脳獣、兵士ジンマー
  - 高速戦隊ターボレンジャー（1989年 - 1990年） - 暴魔獣、ウーラー兵
- ボイスラッガー（1999年、テレビ東京） - ボイスラッガーゴールド
- メタルヒーローシリーズ（テレビ朝日）
  - 世界忍者戦ジライヤ（1988年 - 1989年） - 異形忍紅トカゲ[6]、磁雷神[6]、化忍パルチス[6]
  - 機動刑事ジバン（1989年 - 1990年）
  - 特警ウインスペクター（1990年 - 1991年） - バイクル[7]
  - 特救指令ソルブレイン（1991年 - 1992年） - ソルドーザー[8]
  - 特捜エクシードラフト（1992年 - 1993年） - ドラフトブルース[9]
  - 特捜ロボ ジャンパーソン（1993年 - 1994年） - ガンギブソン[10]
  - テツワン探偵ロボタック（1998年 - 1999年） - トラボルトSモード[11]

### 映画
- 劇場版 電撃戦隊チェンジマン シャトルベース!危機一髪!（1985年、東映）
- 仮面ライダー世界に駆ける（1989年、東映） - バイオライダー[12]
- 人造人間ハカイダー（1995年、東映） - ミカエル

### オリジナルビデオ
- ウルトラマンVS仮面ライダー（1993年） - ウルトラマン[13]
- テツワン探偵ロボタック&カブタック 不思議の国の大冒険（1998年） - トラボルトSモード[要出典]